# Шапада-ду-Норти
Шапада-ду-Норти (порт. Chapada do Norte) — муниципалитет в Бразилии, входит в штат Минас-Жерайс. Составная часть мезорегиона Жекитиньонья. Входит в экономико-статистический микрорегион Капелинья. Население составляет 14 807 человек на 2006 год. Занимает площадь 827,958 км². Плотность населения — 17,9 чел./км².

## История
Город основан 3 марта 1963 года.

## Статистика
- Валовой внутренний продукт на 2003 год составляет 24 964 792,00 реалов (данные: Бразильский институт географии и статистики).
- Валовой внутренний продукт на душу населения на 2003 год составляет 1664,43 реалов (данные: Бразильский институт географии и статистики).
- Индекс развития человеческого потенциала на 2000 год составляет 0,641 (данные: Программа развития ООН).